# Alessandro Dalla Salda
Alessandro Dalla Salda (Reggio nell'Emilia, 20 giugno 1968) è un dirigente sportivo italiano.

## Carriera
Giornalista pubblicista per il gruppo Finegil dal 1991 al 1997, nello stesso anno è diventato il responsabile delle relazioni esterne e dell'ufficio stampa della Pallacanestro Reggiana. Dopo essersi laureato in scienze politiche all'Università di Bologna, nel 2002 è stato nominato direttore generale della squadra emiliana; dal 2006 al 2018 ha ricoperto il ruolo di amministratore delegato. Sotto la sua gestione sono state vinte un EuroChallenge e una Supercoppa italiana, oltre a due campionati di Legadue e due titoli nazionali giovanili Under 20.
Ha ricevuto numerosi premi individuali durante la sua esperienza reggiana: Dirigente dell'anno per la Lega Basket nella stagione 2012-2013, migliore dirigente per la FIP e il Premio Reverberi nel 2016.
Il 24 maggio 2018 è diventato amministratore delegato della Virtus Bologna, venendo contestualmente inserito nel C.d.A. del club bianconero. Con la Virtus Bologna ha conquistato nel 2019 la Basketball Champions League. Il 28 giugno 2019 risolve il contratto che lo legava al club emiliano.
Il 15 maggio 2020 fa ritorno alla Pallacanestro Reggiana, entrando nel consiglio d'amministrazione del club e ricoprendo nuovamente l'incarico di amministratore delegato. Nelle sue tre stagioni in biancorosso, oltre a mantenere sempre la Serie A, la squadra emiliana disputa in una occasione i playoff scudetto, una Final 8 di Coppa Italia ed una finalissima di Fiba Europe Cup che la vede soccombere ai turchi del Bahçeşehir Koleji Istanbul oltre ad una edizione della Basketball Champions League dove Reggio Emilia è stata eliminata dopo la prima fase.
Il 19 maggio 2023 è stato ufficialmente presentato come amministratore delegato del Napoli Basket ed è entrato a fare parte del C.d. A. del Club partenopeo conquistando, alla fine del girone di andata, pochi mesi dall’inizio della sua gestione, la vittoria delle Final Eight di Coppa Italia 2024 in finale contro l'Olimpia Milano dove l'ultima vittoria di Napoli risaliva al 2006. Il 21 giugno 2025 lascia il club partenopeo
Il 25 giugno 2025 approda alla Victoria Libertas Pesaro con un contratto triennale, sempre con il ruolo di amministratore delegato.
Con la Nazionale Italiana Under 20 ha partecipato a due edizioni dei Campionati Europei (2022 e 2023) in qualità di capo delegazione.